# Scutovertex jindianensis
Scutovertex jindianensis är en kvalsterart som beskrevs av Wen 1985. Scutovertex jindianensis ingår i släktet Scutovertex och familjen Scutoverticidae. Inga underarter finns listade i Catalogue of Life.